# 176a Brigada Mixta (Exèrcit Popular de la República)
La 176a Brigada Mixta va ser una de les Brigades Mixtes creades per l'Exèrcit Popular de la República per a la defensa de la Segona República Espanyola durant la Guerra Civil Espanyola.

## Historial
La 176a Brigada Mixta, nascuda a Catalunya el 30 d'abril de 1938, va heretar la numeració de l'11a Brigada Mixta santanderina. La unitat creada en 1938 va ser adjudicada a la 55a Divisió del XXIV Cos d'Exèrcit. Per la documentació militar que ha arribat avui dia es desconeixen els caps la Brigada, però sí el del seu cap d'Estat Major, que era el capità de milícies Ramón Castejón Crespo. El 2 d'agost va acudir al front de l'Ebre com a reserva, encara que un dels seus batallons va arribar a intervenir en els combats. Després d'aquestes operacions, la Brigada va acudir en defensa de Artesa de Segre, enmig de l'ofensiva franquista en el Front del Segre. El 2 de gener de 1939, va ser adscrita a la 30a Divisió del X Cos d'Exèrcit i amb ella va iniciar la retirada, encara que va participar en l'intent de defensar Vic abans de passar la frontera francesa.